# Arachnothera clarae
Il mangiaragni faccianuda (Arachnothera clarae W.Blasius, 1890) è un uccello passeriforme della famiglia Nectariniidae, endemico delle Filippine.

## Tassonomia
Sono state descritte le seguenti sottospecie:
- Arachnothera clarae clarae W.Blasius, 1890 - endemica della parte orientale dell'isola di Mindanao
- Arachnothera clarae luzonensis Alcasid & Gonzales, 1968 - endemica di Luzon
- Arachnothera clarae malindangensis Rand & Rabor, 1957 - diffusa nella parte occidentale di Mindanao e a Basilan
- Arachnothera clarae philippensis (Steere, 1890) - diffusa sulle isole di Samar, Biliran e Leyte